# Nadtlenek sodu
Nadtlenek sodu, Na
2O
2 – nieorganiczny związek chemiczny z grupy nadtlenków. Jest jasnożółtym ciałem stałym powstającym w wyniku spalania metalicznego sodu. Wykazuje silne działanie utleniające. Z substancjami łatwo ulegającymi utlenieniu, takimi jak węgiel, wata, pył aluminiowy może reagować wybuchowo. Reaguje z dwutlenkiem węgla tworząc węglan sodu i wolny tlen:
2Na
2O
2 + 2CO
2 → 2Na
2CO
3 + O
2
Proces ten wykorzystuje się do oczyszczania powietrza w okrętach podwodnych i aparatach do oddychania. Z wodą reaguje gwałtownie wydzielając nadtlenek wodoru:
Na
2O
2 + 2H
2O → 2NaOH + H
2O
2